# Wendy Houvenaghel
Wendy Louise Houvenaghel (nascida Wendy Louise McLean; 27 de novembro de 1974) é uma ciclista irlandesa que participa em competições de ciclismo de estrada e pista. É especialista em perseguição. Campeã mundial três vezes, ganhou uma medalha de prata nos Jogos Olímpicos de Pequim 2008.